# Andrij Parubij
Andríj Volodimirovitj Parubíj (ukrainsk: Андрій Володимирович Парубій) er en ukrainsk politiker, og sekretær for "Rådet for Ukraines nationale sikkerheds- og forsvarspolitik" (dansk: ~ Forsvarsudvalget). Parubíj blev udpeget efter at have været en ledende skikkelse i Euromajdanoptøjerne i januar-februar 2014. Hans stedfortræder er lederen af Pravij sektor, Dmitro Jarosj.

## Biografi
I årene op til den ukrainske uafhængighed i 1991 var Parubíj en aktivist for uafhængigheden, og blev arresteret for at holde et illegalt møde i 1988. I 1991 grundlagde han det ny-nazistiske Ukraines Social-Nationale Parti sammen med Oleg Tjagnibok. Parubíj var en ledende skikkelse i Den orange revolution i 2004. Ved valget 2007 kom han ind i det ukrainske parlament på Viktor Jusjtjenkos Vores Ukraine - Folkets Selvforsvar Bloks liste. Han blev derefter medlem af parlamentsgruppen, der senere blev til For Ukraine!. Parubíj forblev medlem af "Vores Ukraine" og blev medlem af dets politiske ledelse.
I februar 2010 anmodede Parubíj Europa-Parlamentet om at genoverveje sin negative reaktion på den tidligere ukrainske præsident Victor Jusjtjenkos beslutning om at tildele Stepan Bandera, lederen af Organisationen af ukrainske nationalister, titlen Ukraines Helt.
Tidligt februar 2012 forlod Parubíj "Vores Ukraine", fordi deres "synspunkter afveg". I 2012 blev han genvalgt i parlamentet på Fædrelandsforbundets liste.
I 2013-14 var Parubíj en af kommandanterne ved Euromajdandemonstrationerne og var koordinator for demonstranternes frivillige sikkerhedskorps.
Den 10. september 2014 på den stiftende kongres for partiet "Folkefronten" blev Parubíj optaget i partiets Militære Råd - et særligt organ, der skulle udarbejde forslag til forsvaret af Ukraine.
Ved valget til Verkhovna Rada (ukraines parlament) i 2014 blev Parubíj valgt ind som nummer 4 på Folkefrontens liste.
Den 4. december 2014 blev Parubíj valgt som Næstformand for Verkhovna Rada.